# Трэвел-журналистика
Трэвел-журналистика (от англ. travel journalism) — особое направление в массмедиа, сосредоточенное на предоставлении информации о путешествиях (от англ. travel) в контексте разработки таких тем, как география, история, культура, туризм, транспорт и др. Трэвел-журналистика представляет собой синтетическое направление, опирающееся на специальный предмет рассмотрения, описания, анализа, то есть информацию, связанную с путешествиями и туризмом, и, как следствие, аудиторию, соответственно заинтересованную в специфической тематике.
Мария Желиховская — трэвел-журналист с десятилетним стажем предлагает рассматривать трэвел-журналистику как широкую специализацию, куда входит история, искусство, гастрономия, этнография и др.
Григорий Кубатьян  — трэвел-журналист и автор блога «Жизнь в дороге» трэвел-журналистикой называет гибрид путевых заметок и популярного страноведения.

## Жанровый пласт
Трэвел-журналистика в силу своей специфики может себе позволить разнообразие жанрообразующих форм, зачастую это:
1. Путевой очерк — художественно-публицистический жанр журналистики, представляющий собой описание важных и интересных событий, происшествий, встреч с разными людьми, с которыми автор сталкивается в ходе своего творческого путешествия, согласно теоретику журналистики А. А. Тертычному[3].
2. Путевые заметки отличает отсутствие крупных вставных кусков, способных раздвинуть границы воображаемого времени и пространства", а также личностного характера повествования, в путевых заметках отсутствует глубокий анализ, характерный для жанра путевых очерков, а также подчиненность одной теме не носит обязательного характера. Исследователь журналистики Ким М. Н. говорит о том, что «путевые заметки являются разновидностью путевого очерка».
3. Репортаж характеризует «развернутое» применение метода наблюдения и фиксации в тексте его хода и результатов[4].
4. Обозрение. Определяющий признак жанра обозрения — единство наглядного освещения общественных событий и мысли обозревателя, глубоко проникающей в суть процесса, ситуации. Для предмета обозрения характерна пространственно-временная или тематическая связь обозреваемых явлений[5].
5. Рекомендация — применительно к трэвел-журналистике аналитический материал, основным содержанием которого является предписательная программная информация[6].

## Типология журналов-травелогов
Журналы о путешествиях можно разделить на:
1. массовые издания («Всемирный Следопыт», «GEO», «National Geographic» и др.);
2. специализированные (например, «Спиннинг Travel» — для рыболовов спиннингистов, сочетающих любимое хобби с путешествиями, журнал об экстремальном спорте и путешествиях «ЭКС»);
3. отраслевые специализированные (для работников туристической сферы и клиентов турфирм);
4. бортовую прессу (так называемые inflight-журналы авиакомпаний).[7]

## Тематический пласт
Трэвел-журналистику характеризует показательная вариативность спектров освещения основной темы – путешествий, например:
1. в соответствии с гендерной принадлежностью аудитории, как то обозрение спа-курортов либо путевой очерк с охоты в лесах Скандинавии и пр.;
2. относительно специфических увлечений, хобби, интересов аудитории и автора: рекомендации коллекционерам экзотических насекомых либо "путеводитель" по клубному Лондону;
3. в зависимости от возраста и семейного положения потребителя информации: журналистский опыт семейного отдыха, особенности семейного быта в разных странах мира, обозрение достойных маршрутов для пожилых людей;
4. бизнес-направление: особенности зарубежной архитектуры, медицины, экономики и др.;
5. решение остроактуальных проблем сферы путешествий: развитие волонтёрства, разрешение международных конфликтов, особенности визовых режимов и т.д.

Тематическому разнообразию соответствует диверсификация формы. Для современного как российского так и международного информационного рынка характерны следующие формы подачи трэвел-журналистского материала:
1. "дружеские" рекомендации;
2. форма соответствующая специфической тематике (терминология, сленг и др.);
3. энциклопедическая, при которой материал носит научно-познавательный характер.

## Трэвел-журналист
Характеристику перспективного трэвел-журналиста выдвигает Р. Поттс — знаменитый путешественник и известный автор:
1. Много путешествуйте (англ. Travel a lot);
2. Много пишите (англ. Write a lot);
3. Много читайте (англ. Read a lot);
4. Не бросайте работу (англ. Don’t quit your day job);
5. Изучайте специализированную литературу (англ. Read up on the trade);
6. Ищите информацию в Интернете (англ. Surf up on the trade);
7. Исследуйте информацию о месте назначения (англ. Research your destination);
8. Исследуйте рынок (англ. Research your markets);
9. Будьте терпеливы (англ. Be patient);
10. Воспитайте ваши страсти (англ. Nurture your passion);

«Be prepared for hard work, deadlines, poor e-mail connections and press officers determined you're going to write about golf courses (because they are sponsoring your trip) and insist on showing you round three when your editor's brief says: «800 words on museums, hotels and restaurants that will take kids» R.Collins
«Будьте готовы к тяжелой работе, дэдлайнам, плохому Интернету, к тому, что пресс-секретарь заставит вас писать о гольфе (потому что гольф-клуб - спонсор путешествия), и что ваш недалекий редактор добавит: «800 слов о музеях, отелях и ресторанах, куда можно пойти с детьми»
Р.Коллинз